# Ектор Ернандес Гарсія
Ектор Ернандес Гарсія (ісп. Héctor Hernández García, нар. 6 грудня 1935 — пом.15 червня 1984) — колишній мексиканський футболіст, нападник.

## Клубна кар'єра
У дорослому футболі дебютував за клуб «Депортіво Оро» з Гвадалахари. В сезоні 1955/56 став найкращим бомбардиром чемпіонату — 25 голів.
З наступним клубом, «Гвадалахарою», виграв шість чемпіонатів, п'ять суперкубків, національний кубок та кубок чемпіонів КОНКАКАФ.
Завершив футбольну кар'єру у клубі «Нуево Леон» з Монтеррею в сезоні 1968/69.

## Виступи за збірну
За національну збірну першу зустріч провів проти команди США 7 квітня 1957. Це був відбірковий поєдинок до чемпіонату світу 1958. У матчі-відповіді, через три тижні, забив два перших гола за мексиканську збірну.
На чемпіонаті світу 1962 провів всі три матча. В останньому, проти чехословаків, Мексика здобула  першу перемогу в фінальній частині світових чемпіонатів (2:1). Ектор Ернандес забив вирішальний гол у цьому поєдинку, на 89-й хвилині з пенальті.
Всього у складі збірної Мексики провів 18 матчів і забив 12 голів.

## Кар'єра тренера
В 1973 році двічі очолював тренерський штаб «Гвадалахари».
15 червня 1984 року загинув в автомобільній аварії.

## Титули та досягнення

### Командні
- Володар кубка чемпіонів КОНКАКАФ (1): 1962
- Чемпіон (6): 1959, 1960, 1961, 1962, 1964, 1965
- Віце-чемпіон (1): 1963
- Володар кубка (1): 1963
- Володар суперкубка (5): 1959, 1960, 1961, 1964, 1965

### Індивідуальні
- Найкращий бомбардир чемпіонату Мексики (1): 1956 (25)